# Моника Матос
Моника Матос (родена на 6 ноември 1983 г.) е бразилска порнографска актриса, която е започнала кариерата си през 2003 г. в Бразилия и през 2005 г. в САЩ.
Един от най-известните ѝ филми е Too Much is Never Enough, където е избрана от режисьора Крис Стриймс да участва и в деветте сцени от филма.

## Награди и номинации
- 2007: Adam Film World награда за най-добра латино звезда.[4]
- 2007: Номинация за AVN награда за чуждестранна изпълнителка на годината.[5]
- 2008: AVN награда за чуждестранна изпълнителка на годината.[6][7]